# Нонтхабурі (провінція)
Нонтхабурі́ (з тайськ. นนทบุรี) — провінція в Центральному регіоні Таїланду. На півночі межує з провінцією Пхранакхонсіаюттхая, на північному сході — з провінцією Патхумтхані, на сході і півдні — з метрополією Бангкока, на заході — з провінцією Накхонпатхом.
Адміністративний центр — місто Нонтхабурі. Губернатор — Четвіт Ріттхіпрасат (з листопада 2006 року).
Площа провінції становить 622,3 км², 74 місце в Таїланді.
Населення становить 1 039 619 осіб (2008), 2 місце після Бангкока серед усіх провінцій.

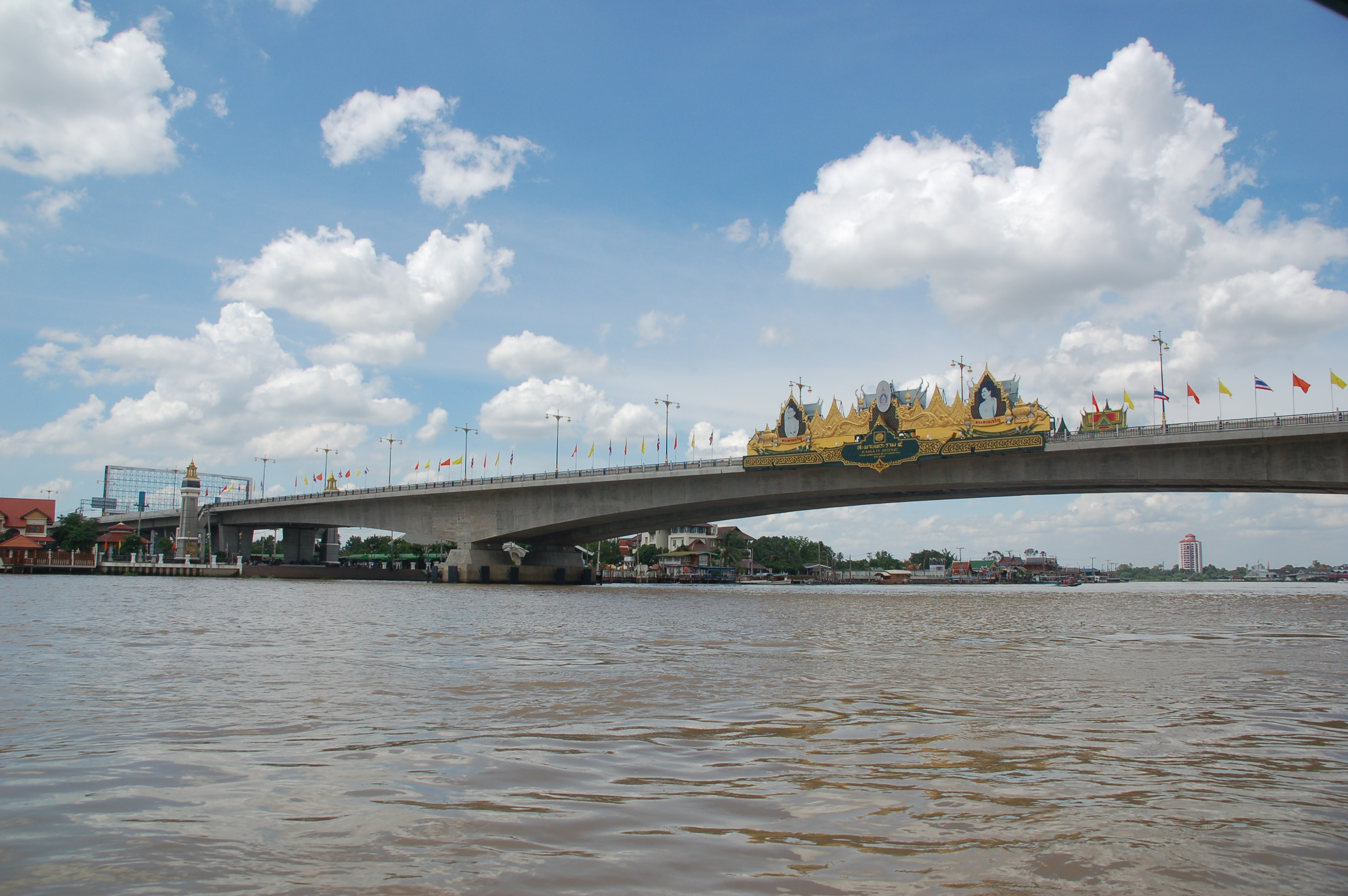
Міст імені короля Рами VI

Провінція розташована в басейні річки Чаопхрая на північ від столиці Таїланду. Є частиною агломерації Великого Бангкока і кордон між провінцією та столицею майже відсутній.
Місто Нонтхабурі було засноване в середині XVI століття на місці селища Талаткхван. В часи царювання короля Прасат Тхонга до міста був проритий канал від річки Чаопхрая. Пізніше канал перетворився на справжнє русло річки. 1665 року король Нарай збудував у місті фортецю на підступах до столиці Аюттхаї. Навколо фортеці розрослось нове місто. В період з 1943 по 1946 роки провінція була в складі Бангкоку.

## Адміністративний поділ

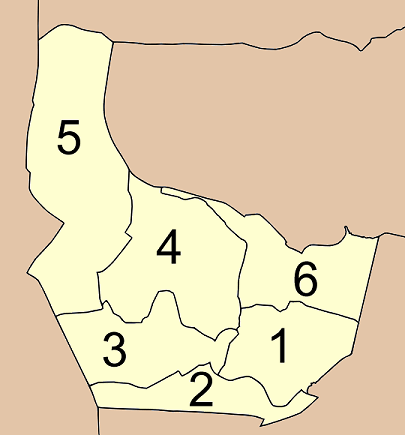
Райони провінції

В адміністративному відношенні провінція поділяється на 6 районів (ампхе), які в свою чергу поділяються на 52 підрайони (тамбон) та 309 поселень.
| № | Район      | Площа, км² | Населення, осіб | № | Район        | Площа, ка² | Населення, осіб |
| - | ---------- | ---------- | --------------- | - | ------------ | ---------- | --------------- |
| 1 | Нонтхабурі | 77,0       | 353 923         | 4 | Бангбуатхонг | 116,5      | 54 057          |
| 2 | Бангкруай  | 57,4       | 66 200          | 5 | Сайной       | 186,0      | 29 423          |
| 3 | Банг'яй    | 96,4       | 34 953          | 6 | Паккрет      | 89,0       | 201 399         |